# تيم إيرلي
تيم إيرلي (بالإنجليزية: Tim Earley)‏ هو شاعر أمريكي، ولد في 1972 في فورست سيتي في الولايات المتحدة.